# Leif Gäverth
Leif Roger Gäverth, född 17 juni 1958, är en svensk jurist.
Gäverth avlade juris kandidatexamen 1984. Efter notarietjänstgöring i Länsrätten i Kopparbergs län 1984–1986, var han aspirant/fiskal i Kammarrätten i Stockholm 1986–1988 och utnämndes 1988 till länsrättsfiskal i Länsrätten i Västmanlands län. Han var högskolelektor i skatterätt vid Uppsala universitet 1990–1992, blev juris licentiat 1994 och juris doktor 1999.
Han var assessor i Kammarrätten i Stockholm 1992–1993, chef för rättsenheten vid Skattemyndigheten i Västmanlands län 1993–1997, chef för företagsbeskattningsenheten vid Riksskatteverket 1997–2000 och chef för rättsenhet 2 vid Riksskatteverket 2000–2002. Gäverth utnämndes 2002 till kammarrättsråd tillika vice ordförande på avdelning i Kammarrätten i Stockholm, och var lagman i Länsrätten i Västmanlands län 2006–2010 samt lagman i Förvaltningsrätten i Uppsala 2010–2015.
Leif Gäverth utnämndes av regeringen den 26 mars 2015 till justitieråd i Högsta förvaltningsdomstolen. Han tillträdde den 5 oktober 2015.